# Ramsey Hairpin

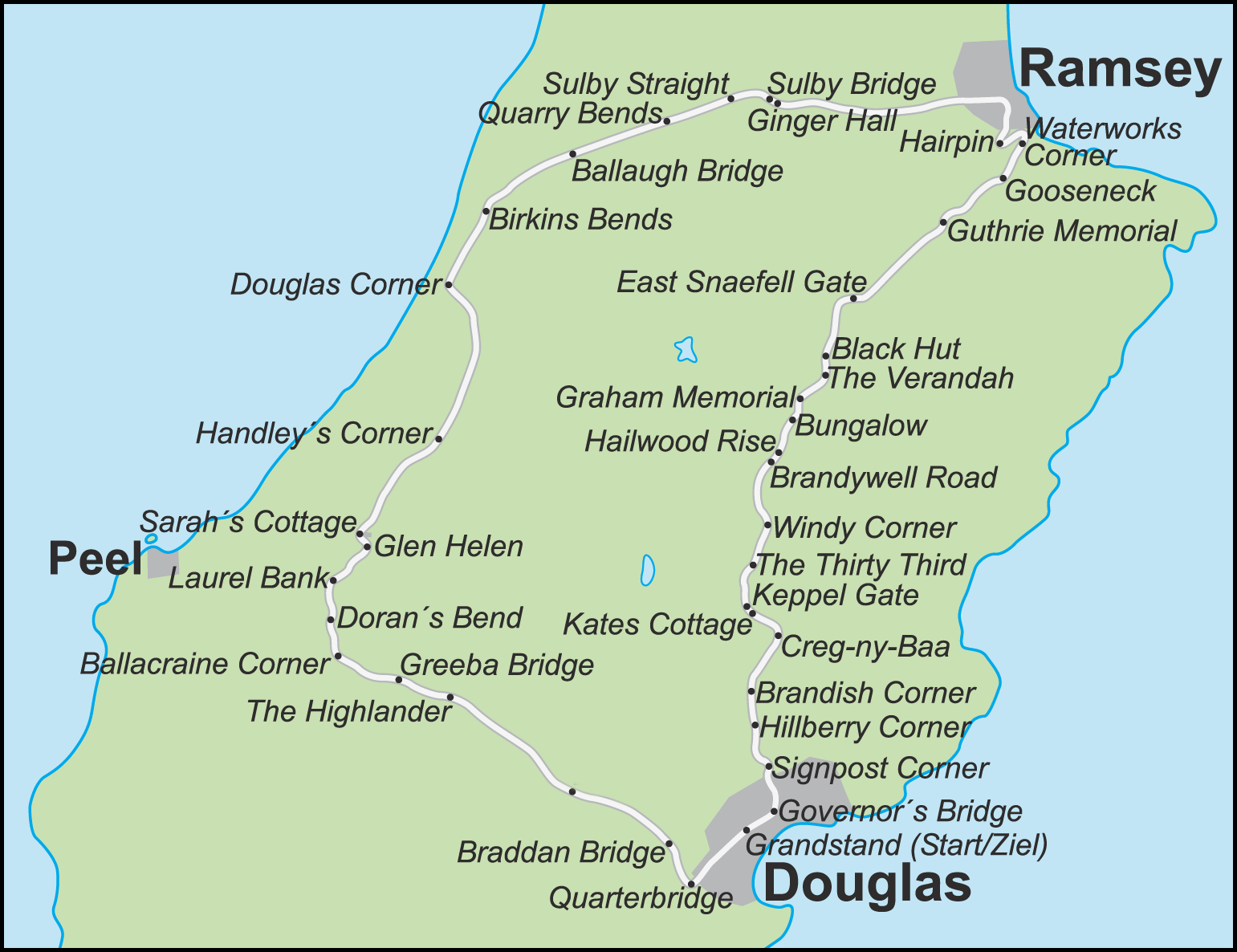
Stella Maris en Ramsey Hairpin liggen aan de zuidkant van Ramsey

De Mountain Course in en rond Ramsey

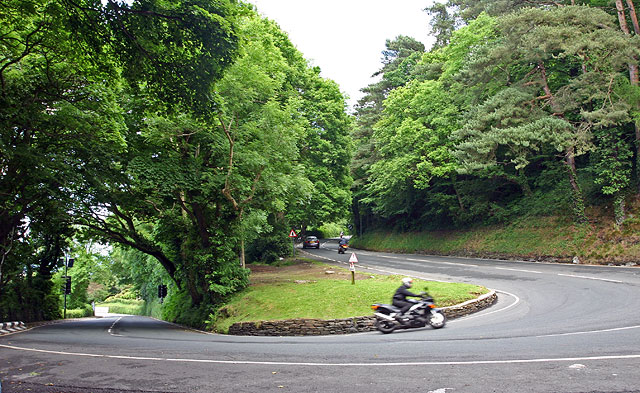
Ramsey Hairpin

Ramsey Hairpin (vroeger Manx-Gaelisch: "Ballacowle", Cowle's boerderij) is een haarspeldbocht aan de zuidkant van de stad Ramsey op het eiland Man. Stella Maris (Sterre der Zee) is een flauwe rechterbocht iets ten noorden van de Hairpin.
De A18 werd in het midden van de 19e eeuw ontwikkeld op een aantal bestaande paden en sporen. Tussen Whitegates en de Gooseneck werd de weg op typisch 19e-eeuwse wijze aangelegd met een haarspeldbocht bij Ballacowle Glen. Ballacowle Glen (later hernoemd tot Elfin Glen) werd in 1963 aangekocht door de Isle of Man Forestry, Lands and Mines Board met de bedoeling toeristen te trekken naar de Lhergy Frissel and Claughbane bossen.

## Isle of Man TT en Manx Grand Prix
Stella Maris en Ramsey Hairpin maken deel uit van de Snaefell Mountain Course, het stratencircuit dat wordt gebruikt voor de Isle of Man TT en de Manx Grand Prix. Stella Maris is een flauwe rechter bocht, kort voor Ramsey Hairpin, waar tegenwoordig (2014) "Miltown Estate Cafe & Gardens" is gevestigd. Ze liggen tussen de 24e en de 25e mijlpaal van de Mountain Course langs de A18 Snaefell Mountain Road in de civil parish Lezayre. Ze vormen twee van de markante punten langs dit circuit en liggen tussen Whitegates en Water Works Corner. Stella Maris en Ramsey Hairpin maakten ook deel uit van de Highroads Course en de Four Inch Course, die gebruikt werden voor de Gordon Bennett Trial en de RAC Tourist Trophy van 1904 tot 1922.

### Circuitverloop
Bij Whitegates verlaten de coureurs de bebouwing van de stad Ramsey en daarmee ook de slechte wegen die te lijden hebben van het drukke stadsverkeer.

#### Stella Maris
Terwijl iedereen klaagt over de toestand van het asfalt in Ramsey, is men over de nadering van Stella Maris en de rechter bocht hier juist zeer te spreken. Graham Walker ging al in de jaren dertig met 130 km/h door de bocht en John Surtees noemde het in de jaren zestig een van de mooiste bochten van het circuit: "A corner I loved… it was a real sorter… flat in third on the MV… using every bit of road". Niet alleen is het asfalt bij Stella Maris over het algemeen goed, de verkanting ligt ook precies gunstig op de ideale rijlijn.

#### Ramsey Hairpin
Om bij de scherpe linker bocht Ramsey Hairpin te komen moet men vanaf de stad Ramsey 44 meter klimmen. Die klim zit voornamelijk in de 500 meter tussen Whitegates en de Hairpin en in de beginjaren waren coureurs dan ook al blij als ze hier 80 km/h haalden. Tegenwoordig liggen de snelheden veel hoger en moet er flink geremd worden voor Ramsey Hairpin. De eerste versnelling is voor moderne motorfietsen nog te hoog en veel coureurs moeten met ingeknepen koppeling de bocht ronden, met de kans dat de motor afslaat. Als dat gebeurt, is het aanduwen een probleem vanwege de helling, maar sommigen gebruiken daar een klein weggetje voor dat in de buitenbocht van de hairpin ligt en naar beneden loopt. Ken Bills gebruikte het toen hij in 1938 de Senior Race van de Manx Grand Prix won en Geoff Duke toen hij in 1949 tweede werd in de Junior Race.
Tot de jaren vijftig gebruikten de meeste rijders de binnenbocht, gebruikmakend van de gunstige verkanting, om na de apex gas te geven. De Norton Manx's hadden in de jaren vijftig nogal last van megafonitis waardoor het moeilijk was ze aan het lopen te houden. John Surtees besteedde extra aandacht aan de carburateurafstelling voor langzame bochten om te voorkomen dat hij bij Ramsey Hairpin problemen zou krijgen.
Bij moderne motorfietsen met ongeveer het viervoudige vermogen schijnt het moeilijk te zijn een ideale lijn te vinden. Steve Hislop maakte er een studie van door verschillende rijlijnen uit te proberen, maar kwam tot de conclusie dat het niet veel uitmaakte. Ook John McGuinness zei over Ramsey Hairpin: "I never found a particularly good line here." Zowel solorijders als zijspancombinaties ronden Ramsey Hairpin zonder problemen, hoewel de overhangende bomen soms zorgen voor wat natte plekken na een regenbui.

#### Little Gooseneck
Na de hairpin konden de coureurs in het verleden vol gas geven tot aan Water Works Corner. De S-bocht onderweg namen ze zonder na te denken en die had dan ook geen naam. Toen de vermogens toe begonnen te nemen kwam de bocht steeds vaker ter sprake, en in 1963 bedacht kanunnik Ernest Stenning de naam Little Gooseneck, refererend aan de Gooseneck die 1½ km verder ligt. Voor aanvang van de Manx Grand Prix van 1948 moest hier flink opgeruimd worden, want een aardverschuiving blokkeerde de weg.

## Trivia
- In de jaren zestig viel er een zijspancombinatie stil bij Ramsey Hairpin, maar de coureurs hadden dat al verwacht. De machine was voor de race herbouwd uit onderdelen van anderen en trilde hevig. Omdat men al vermoedde dat de machine het niet de hele race zou volhouden was er een pakje sigaretten in de stroomlijnkuip geplakt. De bakkenist had onderweg echter al gezien dat de sigaretten een voor een uit het zijspan vielen. De laatste ontglipte hem bij School House Corner, een paar kilometer voor het einde kwam.

(Markante punten in cursief zijn onofficiële punten of worden alleen gebruikt binnen Marshal Sectors)
1e mijl:
TT Grandstand ·
Nobles Park ·
St Ninian's Crossroads ·
Bray Hill ·
Ago's Leap ·
Quarterbridge Road ·
1st Milestone ·
2e mijl:
Wal Handley Memorial Seat ·
Quarterbridge ·
Port-y-Chee Meadow ·
Braddan Bridge ·
Jubilee Oak ·
Braddan Bridge House ·
Braddan Depot ·
Snugborough (Cronk Dhoo) ·
2nd Milestone ·
3e mijl:
Union Mills (Mullen Dhoo, Mwyllin Dhoo Aah, Mullin Doway) ·
Railway Inn ·
Ballahutchin Hill (Elm Bank Hill) ·
3rd Milestone ·
4e mijl:
Ballafreer ·
Glenlough ·
Ballagarey Corner ·
Glen Vine (Glen Darragh) ·
Ballabeg ·
4th Milestone ·
5e mijl:
Crosby ·
Crosby Left (Vicarage Corner) ·
Crosby Cross-Roads ·
5th Milestone ·
6e mijl:
Crosby Hill (Ballaglonney Hill of Halfway Hill) ·
Halfway House (The Waggon & Horses) ·
St Trinian's ·
The Highlander ·
Greeba Verandah ·
Pear Tree Cottage ·
Greeba Castle ·
6th Milestone ·
7e mijl:
Appledene (Shimmin's Corner) ·
Central Valley (Greeba Gap) ·
Greeba Bridge ·
The Hawthorn ·
Knock Breck ·
Gorse Lea ·
7th Milestone ·
8e mijl:
Ballagarraghyn ·
Ballacraine ·
Ballaspur ·
Ballig ·
8th Milestone ·
9e mijl:
Ballig Bridge ·
Doran's Bend ·
Laurel Bank ·
9th Milestone ·
10e mijl
Glen Moar Mill ·
Black Dub ·
Quarter-Distance Marker ·
The Vaish ·
Glen Helen (Glen Rhenass) ·
Sarah's Cottage ·
Creg Willey's Hill ·
10th Milestone ·
11e mijl:
Lambfell Beg ·
Lambfell (Moar) Cottage ·
Cronk-y-Voddy (Cronk-y-Voddy Straight) ·
Cronk-y-Voddy Cross Roads ·
Molyneux's ·
Cronk Bane Farm ·
11th Milestone ·
12e mijl:
Drinkwater's Bend ·
Handley's Corner (Cronk-y-Fedjag, Ballamenagh) ·
12th Milestone ·
13e mijl:
McGuinness's (Shoughlaigue Bridge) ·
Ballaskyr ·
Barregarrow Cross Roads (Cronk Aashen) ·
Barregarrow ·
Little Bray ·
Barregarrow Bottom ·
Cammal Farm ·
Cronk Urleigh ·
13th Milestone ·
14e mijl:
Ballalonna Bridge ·
Westwood Corner ·
Ballakinnag ·
14th Milestone ·
15e mijl:
Douglas Road Corner ·
Glen Wyllin Corner ·
The Mitre ·
Dave Saville Memorial Seat ·
Kirk Michael ·
The White House ·
15th Milestone ·
16e mijl:
Birkin's Bend ·
Rhencullen ·
Bishopscourt ·
Bishopscourt Farm Bends ·
Bishopscourt Straight ·
Orrisdale North ·
16th Milestone ·
17e mijl:
Dub Cottage (Bishop's Dub) ·
Alpine Cottage ·
Balla Cobb ·
17th Milestone ·
18e mijl:
Ballaugh Bridge ·
Ballaugh ·
Gwen's ·
Ballacrye Corner ·
Ballacrye ·
18th Milestone ·
19e mijl:
Quarry Bends ·
Ballavolley ·
Wildlife Park ·
Sulby Straight ·
Half-distance Marker ·
19th Milestone ·
20e mijl:
Sulby ·
Sulby Glen Hotel ·
Sulby Crossroads ·
Sulby Bridge ·
20th Milestone ·
21e mijl:
Ginger Hall ·
Kerrowmoar ·
21st Milestone ·
22e mijl:
Glen Duff ·
Glentramman ·
Temple Corner (Water Through Corner) ·
Glentramman Loop Road ·
Churchtown ·
Caravan ·
22nd Milestone ·
23e mijl:
Lezayre War Memorial ·
Ballakillingan ·
Conker Fields ·
K-tree ·
Sky Hill ·
Milntown Cottage (Pinfold Cottage) ·
Milntown Bridge (Glen Auldyn Bridge) ·
Milntown ·
Gardener's Lane ·
23rd Milestone ·
24e mijl:
Lezayre Road ·
School House Corner (Crossags, Russel's Corner) ·
Parliament Square ·
Queen's Pier Road ·
Ramsey Depot ·
Cruickshanks Corner ·
May Hill ·
24th Milestone ·
25e mijl:
Whitegates ·
Stella Maris ·
Ramsey Hairpin ·
Little Gooseneck ·
Water Works Corner ·
Ballure Reservoir ·
Mountain Section ·
Tower Bends ·
25th Milestone ·
26e mijl:
Gooseneck ·
Joey's (26th Milestone) ·
27e mijl:
Guthrie's Memorial ·
The Cutting ·
27th Milestone ·
28e mijl:
Milligan's Bridge ·
Mountain Mile ·
28th Milestone ·
29e mijl:
Three-Quarter distance marker ·
Mountain Box (East Mountain Gate, East Snaefell Gate) ·
29th Milestone ·
30e mijl:
Casey's (Rice's Corner, George's Folly) ·
Black Hut (Stonebreakers Hut, Shepherd's Hut) ·
John Smyth Memorial Shelter ·
Verandah ·
30th Milestone ·
31e mijl:
Bungalow Bridge ·
Stonebridge ·
Les Graham Memorial ·
Bungalow Bends ·
McIntyre Box ·
Murray's Museum ·
Joey Dunlop Memorial ·
The Bungalow ·
31st Milestone ·
32e mijl:
Hailwood's Rise ·
Hailwood's Height ·
Brandywell (West Mountain Gate, Beinn-y-Phott Gate, Bungalow Gate) ·
Duke's (32nd Milestone) ·
33e mijl:
Windy Corner (Nobles Corner) ·
Nobles Park Road ·
Slieu Lhost Quarry ·
Thirty-Third (33rd Milestone) ·
34e mijl:
Keppel Gate (Clarke's Corner) ·
Kate's Cottage (Shepherd's House) ·
34th Milestone ·
35e mijl:
Creg-ny-Baa (the Keppel Hotel) ·
Gob-ny-Geay (Sunny Orchard) ·
35th Milestone ·
36e mijl:
Brandish Corner (Telegraph Hill, O'Donnell's en Upper Hillberry Corner) ·
Hillberry Corner ·
36th Milestone ·
37e mijl:
Glen Dhoo Farm ·
Hillberry Road ·
Cronk-ny-Mona ·
Johnny Watterson's Lane ·
Signpost Corner ·
Bedstead Corner ·
The Nook ·
37th Milestone ·
38e mijl:
Bemahague ·
Governor's Bridge ·
Governor's Dip ·
Glencrutchery Road ·
38th Milestone